# Comté de Jefferson (Virginie-Occidentale)
Pour les articles homonymes, voir Jefferson et Comté de Jefferson.
Le comté de Jefferson est un comté des États-Unis situé dans l’État de Virginie-Occidentale. En 2000, la population était de 42 190 habitants. Son siège est Charles Town. Le comté a été créé en 1801 à partir de parties du comté de Berkeley et baptisé du nom de Thomas Jefferson, troisième président américain.

## Principales villes
- Bolivar
- Charles Town
- Harpers Ferry
- Ranson
- Shepherdstown